# Крылов, Борис Николаевич
Борис Николаевич Крылов (9 апреля 1934, Благовещенск, Амурская область, РСФСР — 16 апреля 2015, Москва, Российская Федерация) — советский генерал-майор, начальник научно-исследовательского испытательного центра ГИЦИУ КС МО СССР (1982—1991), кандидат технических наук (1972). Лауреат Государственной премии СССР (1975), заслуженный специалист Вооружённых Сил СССР (1990).

## Биография
Сын Маршала Советского Союза Н. И. Крылова.
В Вооружённых Силах с сентября 1952 г. В 1957 г. окончил военную Краснознамённую инженерную академию связи им. С. М. Будённого.
- 1957—1958 гг. — заместитель командира роты по техчасти отдельного испытательного батальона связи,
- 1958—1961 гг. — помощник военного представителя военного представительства начальника войск связи Сухопутных войск,
- 1961—1962 гг. — военный представитель 286-го Военного представительства на заводе № 597 (г. Москва),
- 1962—1966 гг. — старший офицер отдела управления планирования и организации связи Управления начальника войск связи Министерства обороны СССР.

В РВСН с марта 1966 г.; в Главном испытательном центре испытаний и управления космическими средствами (ГИЦИУ КС) — начальник лаборатории отдела, с марта 1969 г. — заместитель начальника отдела, с августа 1969 г. — начальник отдела, с сентября 1971 г. — заместитель начальника 2-го Управления, а с мая 1977 г. — начальник 11-го Управления.
В 1982—1991 гг. — начальник научно-исследовательского испытательного центра ГИЦИУ КС.
С декабря 1991 г. в запасе.
Являлся членом государственных комиссий по испытаниям космических аппаратов «Альтаир» и «Гейзер».

## Награды и звания
Награждён орденами Трудового Красного Знамени (1968), «За службу Родине в Вооруженных Силах СССР» третьей степени (1981) и медалями.
«Заслуженный специалист Вооруженных Сил СССР» (1990), лауреат Государственной премии СССР (1975).

## Биография
- http://encyclopedia.mil.ru/encyclopedia/dictionary/details_rvsn.htm?id=13393@morfDictionary
- http://www.redstar.ru/index.php/newspaper/item/23209-b-n-krylov